# الغارات الوهابية في النجف
 الغارات الوهابية على النجف سلسلة من الحملات الوهابية خارج شبه الجزيرة العربية هدفت إلى توسيع إمارة الدرعية ونشر العقيدة الوهابية. وقد اتسمت هذه الحملات بالعداء تجاه الشيعة واستهدفت العراق، كما هدفت إلى تدمير العتبة العلوية. بدأت الحملات الوهابية على النجف في أوائل القرن التاسع عشر.

## خلفية
عندما كانت الإمبراطورية العثمانية تضعف يومًا بعد يوم، كان الوهابيون ينهبون ويتوسعون في شبه الجزيرة العربية .  ومن بين توسعاتهم كانت في العراق، حيث سعوا إلى تدمير أضرحة أئمة الشيعة . وكانت إحدى حملاتهم هي الغارات على النجف ، التي وقعت بين عامي 1801 و1806، أثناء قيادة الإمامين الوهابيين عبد العزيز بن محمد وسعود بن عبد العزيز (ابن عبد العزيز بن سعود). ومع ذلك، كان الهجوم الأكثر شهرة على العراق هو نهب كربلاء ، والذي قُتل فيه 2000  إلى 5000  شخص على أيدي الوهابيين.

خريطة موقع النجف بين محافظات العراق الأخرى

هناك أيضًا روايات تشير إلى وجود وباء في بغداد ، واستغل الوهابيون بقيادة سعود بن عبد العزيز هذا الوضع وشنوا حملتهم الأولى ضد النجف في وقت ما بين عامي 1800 و1801. ومع ذلك، اشتبكوا مع سكان البصرة ، وتكبدوا عددًا غير معروف من الضحايا، قبل العودة إلى نجد ،  قاعدتهم في إمارة الدرعية.

## الحصار الأول للنجف (1801)
عندما هاجم الجيش الوهابي كربلاء عام 1802،  بدأ سعود بن عبد العزيز حملته التالية نحو النجف ، مستهدفًا على وجه التحديد مرقد الإمام علي لنهبه بنفس طريقة كربلاء . في ذلك الوقت، كان عيد الغدير  ، لذا كان معظم الناس في النجف ، خوفًا من أن يُسرق مرقد الإمام علي ويُنهب. 
لعلمهم أن الدولة العثمانية لم تكن تدعم مراقد الأئمة ، نقلوا جواهر النجف وكنوزها الأخرى من مرقد الإمام علي إلى بغداد لمنع سرقتها. نظّم المرجع الديني الشيعي الشيخ جعفر كاشف الغطاء حشدًا في النجف، حيث سلّح الناس أنفسهم وحصّنوا المدينة بإغلاق المداخل بالصخور والحجارة الكبيرة. 
وفقًا للمصادر، عندما وصل الجيش الوهابي إلى النجف ،  حاصرها بقوة تتراوح بين 12000 و15000 جندي   . بدأ سعود في إطلاق النار على المدينة، مما أسفر عن مقتل 5  أشخاص في تلك الليلة. وبقي الوهابيون خارج الأسوار حتى الليلة التالية، وبعد ذلك انسحبوا. في هذه المعركة، قُتل 10 أشخاص من النجف،  إلى جانب 700 جندي من الجيش الوهابي. 

## الحصار الثاني للنجف (1803)
بعد أربع سنوات من الهجوم الأول، أشرف الشيخ جعفر كاشف الغطاء ، بمساعدة الصدر الأعظم محمد حسين خان ،  على بناء سور وخندق عميق وأبراج وأبراج مراقبة ونقاط حراسة حول النجف . وتضمنت التحصينات فتحات مختلفة في مستوياتها العليا لوضع المدافع والبنادق، مما حوّل المدينة إلى منطقة عسكرية يصعب اختراقها.
بعد بضعة أشهر من هذا البناء، شنّ سعود الكبير حملة على النجف قوامها ما بين 10,000 و15,000 جندي وهابي  . وكان أحد أسباب هذه الحملة رغبته في الانتقام لوالده الذي قُتل على يد رجل شيعي  يُدعى الملا عثمان - أفادت بعض المصادر أنه كان أفغانيًا ، وأخرى كرديًا ، وأخرى عراقيًا من كربلاء . ومع ذلك، انتهت الحملة بفشل ذريع.

## الحصار الثالث للنجف (1806)

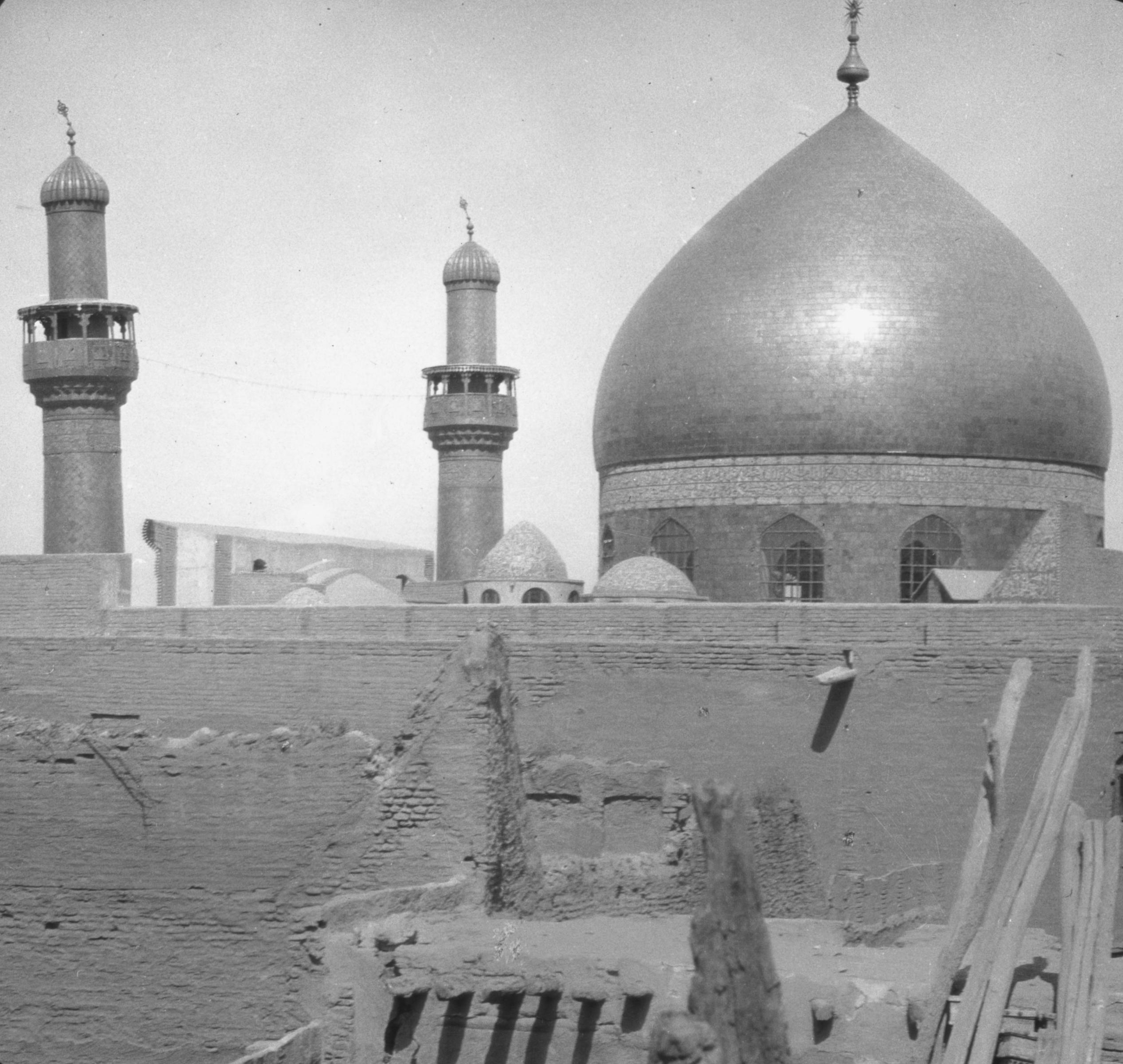
صورة لقبة مرقد علي بن أبي طالب

بعد ثلاث سنوات من الحصار السابق، شنّ الوهابيون حصارًا جديدًا على النجف بنفس عدد الجنود تقريبًا كما في الحملات السابقة. هذه المرة، فرّ غالبية سكان المدينة خوفًا من تكرار ما حدث في كربلاء . إلا أن بعضهم بقي، وأبرزهم المرجع الديني الشيعي في النجف آنذاك، الشيخ جعفر كاشف الغطاء.
في تلك المرحلة، لم يكن في النجف سوى حوالي 200 جندي.  إلى جانب كاشف الغطاء كان الشيخ جواد الحسيني ، الذي كان يكتب آنذاك المجلد الخامس من كتابه مفتاح الكرامة . وقد سجل:
"اكتمل هذا الجزء في بداية شهر ربيع الأول سنة 1221هـ، في ظل ظروف غير مستقرة وانشغال البال بما أصابنا من الدخيل الملعون في أرض نجد. فقد ابتدع في الدين ما ابتدع، وأباح دماء المسلمين، وهدم مشاهد الأئمة المعصومين… وفي سنة 1221هـ، في الليلة التاسعة من شهر صفر، قبل الفجر بساعة، هاجمنا في النجف الأشرف ونحن على غير استعداد — حتى إن بعض رجاله صعدوا على السور وكادوا أن يأخذوا المدينة. ثم ظهرت معجزات باهرة وبركات عظيمة من أمير المؤمنين (عليه السلام)، فقُتل كثير من جنوده، وانسحب مهزومًا. والحمد لله على كل حال."
وهكذا حقق أهل النجف انتصارهم الثالث على التوالي على قوات الوهابيين. وحتى لو نجحوا، فقبل هذا الهجوم، كان الوهابيون قد دخلوا الحجاز وهدموا قبور أئمة البقيع : الحسن بن علي ، وعلي السجاد ، ومحمد الباقر ، وجعفر الصادق ، الذين يجلّهم الشيعة من جميع المذاهب.

## العواقب
- معركة المدينة المنورة (1812)
- حصار الدرعية
- الاستيلاء على مكة (1813)